# XIVe dynastie égyptienne

La XIVe dynastie est une dynastie de l'Égypte qui prend place pendant la Deuxième Période intermédiaire. Cette Deuxième Période intermédiaire est une période troublée, pendant laquelle l'Égypte est divisée et les connaissances actuelles sur cette période sont relativement incertaines. La compréhension de cette période confuse a évolué au fil du temps ; en conséquence, la XIVe dynastie a été définie de manière différente au cours de l'histoire de la recherche depuis deux siècles.

## Une dynastie mal définie

### Des rois xoïtes
Selon certains auteurs rapportant des écrits de Manéthon, la XIVe dynastie serait originaire de Xoïs dans le delta occidental du Nil et serait composée de soixante-seize rois. En l'état actuel des connaissances, rien ne prouve qu'un royaume indépendant basé à Xoïs aurait émergé pendant la Deuxième Période intermédiaire. En réalité, cela serait dû à une erreur de copiste qui aurait confondu deux mots homonymes : Ḫȝswt, ou Ḫȝsww, nom égyptien de la ville de Xoïs, et ḫȝswt, signifiant Pays étrangers.

### Des rois hyksôs d'Avaris

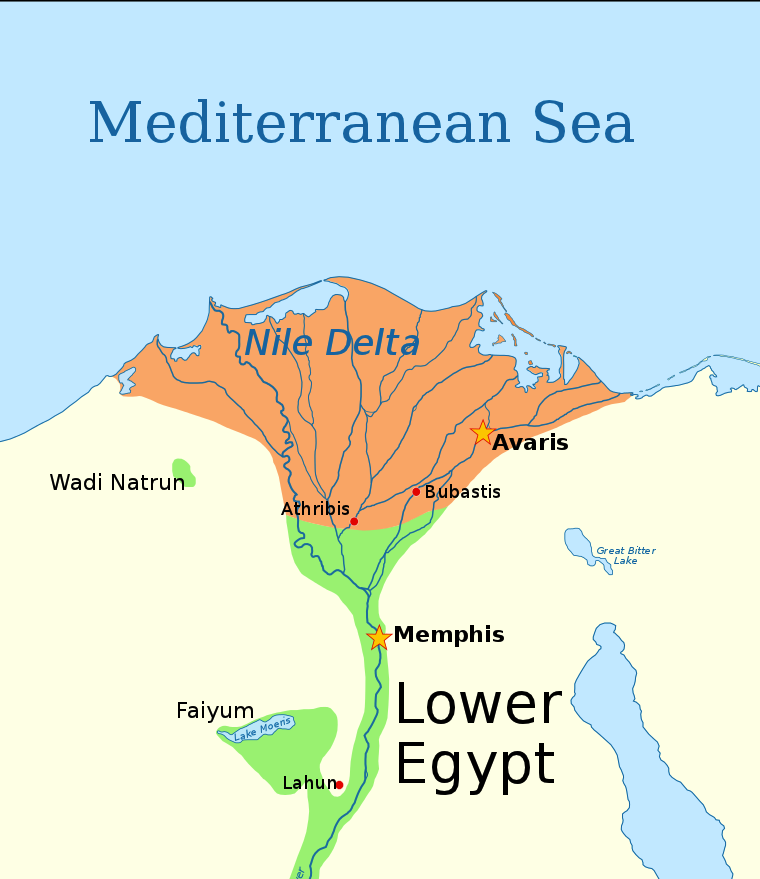
Territoire de la selon Kim Ryholt

L'égyptologue danois Kim Ryholt a proposé que cette XIVe dynastie soit en réalité une première dynastie sémitique, suivie par la XVe dynastie à proprement parler hyksôs. Il propose que la dynastie soit apparue à la fin de la XIIe dynastie, vers 1805 AEC, pendant ou peu après le règne de Néférousobek. Il affirme que la population locale cananéenne résidant dans l'est du Delta a déclaré son indépendance et a repoussé les éventuelles tentatives des rois basés à Itchtaouy de la XIIIe dynastie de récupérer le Delta. Selon Ryholt, la XIVe dynastie a donc duré de 1805 AEC jusqu'à sa disparition vers 1650 AEC, soit une durée de 155 ans.
Cette hypothèse n'est pas partagée par certains égyptologues tels que Manfred Bietak, Daphna Ben Tor et James et Susan Allen, qui soutiennent que la XIVe dynastie ne peut avoir émergé avant le milieu de la XIIIe dynastie, vers 1720 AEC, après le règne de Khâneferrê Sobekhotep,. En particulier, ils affirment que les preuves provenant des niveaux de strates dans lesquels les sceaux de la XIVe dynastie ont été découverts établissent de manière concluante que la XIVe dynastie n'a été contemporaine de la XIIIe dynastie que pendant le dernier demi-siècle d'existence de cette dernière, c'est-à-dire après environ 1700 AEC. De plus, Manfred Bietak a daté les inscriptions et les monuments de Néhésy, peut-être le deuxième souverain de la dynastie, aux alentours de 1700 AEC.

### Des rois égyptiens d'Itchtaouy
Julien Siesse réfute l'hypothèse d'une émergence d'un pouvoir indépendant dans le delta du Nil avant la fin de la XIIIe dynastie. En effet, l'hypothèse de l'émergence d'un pouvoir concurrent dans le delta dès le règne, ou peu après, de Khâneferrê Sobekhotep est due à la découverte à Edfou de sceaux de ce roi et de sceaux de Khyan, roi hyksôs. Or Julien Siesse a démontré que les sceaux des rois de la XIIIe dynastie étaient encore en circulation dans le pays bien après la mort des rois qui les avaient émis. Les premières traces à Avaris des Hyksôs se trouvent à un stade avancé de la Deuxième Période intermédiaire. Ainsi l'émergence d'un pouvoir depuis cette cité a été, selon lui, assez tardive. De plus, l'idée de deux dynasties sémitiques basées à Avaris ne tient pas vraiment du fait que le matériel archéologique attribué à ces rois asiatiques est indissociable en deux blocs.
Julien Siesse a noté qu'Itchtaouy, capitale des rois des XIIe et XIIIe dynasties, semble toujours être le lieu de résidence de rois à un stade avancé de la Deuxième Période intermédiaire. De plus, le Canon royal de Turin enregistre plus d'une cinquantaine de rois entre les XIIIe et XVe dynasties, qui ne sont pas assignables à un royaume hyksôs primitif à Avaris. Ainsi, il émet l'hypothèse que ces rois sont soit des rois de la XIVe dynastie, soit des rois d'une ultime phase de la XIIIe dynastie, la XIVe dynastie n'existerait alors pas.

## Souverains de laXIVedynastie
Selon le Canon royal de Turin, la dynastie comporte cinquante rois, inscrits dans les colonnes VIII et IX du papyrus :
| N°      | Nom dinscrit | N°      | Nom dinscrit   | N°      | Nom dinscrit       | N°    | Nom dinscrit | N°    | Nom dinscrit |
| ------- | ------------ | ------- | -------------- | ------- | ------------------ | ----- | ------------ | ----- | ------------ |
| VIII.1  | Néhésy       | VIII.11 | …benrê         | VIII.21 | Kakémou...rê       | IX.1  | ...rê        | IX.11 | ...          |
| VIII.2  | Khâtirê      | VIII.12 | Aoutibrê       | VIII.22 | Néferibrê          | IX.2  | ...          | IX.12 | ...          |
| VIII.3  | Nebfaourê    | VIII.13 | Héribrê        | VIII.23 | I...rê             | IX.3  | ...          | IX.13 | Inek...      |
| VIII.4  | Séhebrê      | VIII.14 | Nebsenrê       | VIII.24 | Khâkarê            | IX.4  | ...          | IX.14 | A...         |
| VIII.5  | Merdjéfarê   | VIII.15 | ...rê          | VIII.25 | Âakarê             | IX.5  | ...rê        | IX.15 | Ip...        |
| VIII.6  | Séouadjkarê  | VIII.16 | Sékhépérenrê   | VIII.26 | Séménenrê          | IX.6  | ...rê        | IX.16 | ...          |
| VIII.7  | Nebdjéfarê   | VIII.17 | Djedkhérourê   | VIII.27 | Djedkarê Âanati    | IX.7  | Sénéfer...rê | IX.17 | ...          |
| VIII.8  | Oubenrê      | VIII.18 | Séânkhibrê     | VIII.28 | ...ka...rê Babnoum | IX.8  | Men...rê     | IX.18 | ...          |
| VIII.9  | ...          | VIII.19 | Néfertoum...rê | VIII.29 | ...                | IX.9  | Djed...      | IX.19 | ...          |
| VIII.10 | ...djéfarê   | VIII.20 | Sékhem...rê    | VIII.30 | ...                | IX.10 | ...          | IX.20 | ...          |

Note : Les points de suspension désignent la partie non lisible d'un nom qui est due aux dégradations du papyrus de Turin. Les noms en gras sont ceux des rois attestés par des objets contemporains.
Les rois attestés sont les suivants :
- Néhésy ;
- Merdjéfarê ?[9] ;
- Nebsenrê ;
- Sékhépérenrê ;
- Sékhâenrê Yakbim[10] ;
- Nébououserrê Yâammou ;
- Khâouserrê Qareh ;
- Âahéteprê Âmmou ;
- Maâibrê Shéshi ;
- Méryouserrê Yakoub-Har ;
- Ouazad (en) ;
- Nouya ;
- Sheneh (en) ;
- Shenshek (en) ;
- Khâmourê (en) ;
- Yakareb (en).

Ils ne sont pas tous présents sur le Canon royal de Turin, mais la grande dégradation du papyrus ne permet pas de savoir si ces rois y étaient inscrits. La grande majorité des attestations sont des scarabées avec le nom du roi commanditaire inscrit dessus. Seuls Néhésy (stèles, obélisque, pilier et scarabées), Nebsenrê (une jarre) et peut-être Merdjéfarê (une stèle) sont attestés par d'autres types d'objets que des scarabées.